# 烏斯佳 (喬爾特基夫區)
48°36′52″N 26°5′12″E / 48.61444°N 26.08667°E

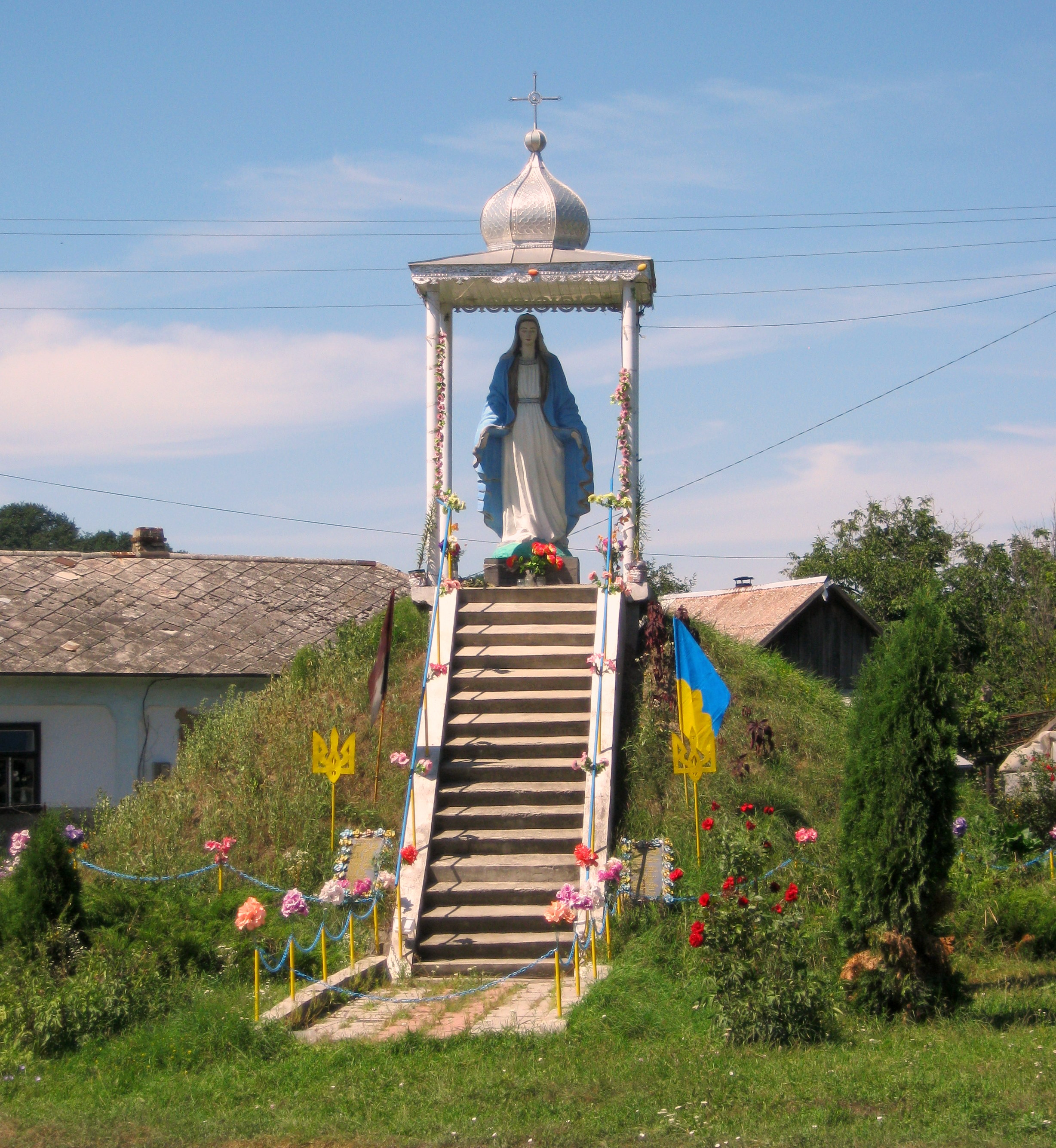
圣母雕像

烏斯佳（烏克蘭語：Устя），是烏克蘭西部泰爾諾皮爾州喬爾特基夫區梅利尼察-波迪利斯卡市镇的村落。距離米哈爾基夫0.5公里，面積3.79平方公里，海拔高度133米，人口1,000。